# 답장
《답장》은 김동률이 2018년 발매한 EP 앨범이다. 김동률 6집 《동행》 이후 3년 3개월 만의 신보이며, 앨범 타이틀과 동명의 타이틀곡 ‘답장’을 비롯해 총 5곡이 수록되었다. 《답장》은 1997년 전람회의 《졸업》 앨범 이후 처음으로 5곡을 수록한 앨범이기도 하며, 솔로로는 처음이다. 음악 평론가 차우진은“일관된 정서, 수록곡의 내러티브를 연결해 구조적으로 동일한 감각을 표현하고자 했다는 점에서, 이번 앨범의 몰입도는 상당히 높다.”고 평했다.
영국 런던의 애비로드 스튜디오에서 런던 심포니 오케스트라와 스트링 녹음을 진행해 주목을 받았다. 앨범의 첫 곡이자 타이틀인 '답장'은 목금관을 제외한 현악 44인조와 녹음 했으며, 세계적인 음악감독 박인영이 직접 지휘를 맡았다. 또한 '답장' 뮤직비디오에는 배우 현빈이 출연해 화제를 모은 바 있다.
2018년 1월 11일 오후 6시에 공개된 이 앨범은, 12일 오전 9시 기준 멜론, 엠넷, 벅스, 네이버뮤직, 올레뮤직, 지니뮤직, 소리바다 등 7개의 음악사이트에서 실시간 차트 1위에 올랐다. 특히 앨범 수록곡 모두가 차트 줄 세우기를 기록해 이목을 집중시켰다.
《답장》 앨범의 커버 이미지는 유명 디자이너이자 김동률의 여동생인 Ageha(아게하)의 작품으로 알려졌다. Ageha는 "커버 일러스트는 아주 평범하고 일상적인 공간과 시간에서 한순간 눈부시고 강렬한 석양빛으로 인해 불꽃같은 감정이 일어나는 순간을 보여주고 싶었다. 그 불꽃같은 판타지가 속지의 그림들로 연장되었다"고 밝혔다.
김동률은 2018년 12월 7-9일에 《답장》앨범과 동명의 콘서트를 서울 올림픽공원 체조경기장에서 개최하였으며, 총 30,000여명의 관객이 참석한 가운데 성황리에 마쳤다.

## 수록곡
1. 답장 - 6:00
2. Moonlight - 4:18
3. 사랑한다 말해도 (feat. 이소라) - 4:57
4. 연극 - 4:38
5. Contact- 4:05